# Lyndall Urwick
Lyndall Urwick (1891-1983) était un consultant d'entreprise influent au Royaume-Uni.
Il est reconnu pour avoir intégré les idées des théoriciens antérieurs comme Henri Fayol dans une théorie globale de l'administration.
Il a écrit un livre intitulé The Elements of Business Administration, publié en 1943.
Avec Luther Gulick, il fonda la revue académique Administrative Science Quarterly.

## Biographie
Né dans le Worcestershire, il entre dans l'armée durant la Première Guerre mondiale, devient major et obtient la croix de guerre. Après la guerre il rejoint l'entreprise de son père. Dès 1928, il dirige l'institut de management à Genève.

## Principes
Selon ses écrits, la performance d'une entreprise dépend fortement de sa capacité à combiner différents facteurs, de spécialisation et de formalisation des objectifs. Il a posé un certain nombre de concepts organisationnels.
1. Concept d'objectif : Chaque unité opérationnelle à une mission à effectuer.
2. Concept de spécialisation : Spécialité des unités opérationnelles dans un cadre d'activité précis. On s'aide des qualifications et des compétences distinctives.
3. Concept de coordination : Rassemblement des efforts entrepris vers un but commun.
4. Concept d'autorité : L'attribution de ressources à une personne, lui donnant le droit de les utiliser en vue de réaliser des activités.
5. Concept de responsabilité : Toute délégation d'autorité implique une responsabilité des tâches confiées.
6. Concept de définition : Il s'agit de délimiter les champs d'action de chaque poste pour éviter tous problèmes d'organisation quant à la délimitation des rôles.
7. Concept d'équilibre : Les différentes unités opérationnelles doivent évoluer dans un rapport de pouvoir équilibré.
8. Concept d'éventail de subordination : Correspond au nombre de collaborateurs placés sous le commandement d'un supérieur hiérarchique.
9. Concept de balance : La structure organisationnelle doit comporter suffisamment d'unités opérationnelles pour proposer à la clientèle les produits de la firme.
10. Concept de continuité : Il désigne la capacité de la structure organisationnelle à s'adapter aux changements.